# Хокинг, Стивен
Сти́вен Уи́льям Хо́кинг (англ. Stephen William Hawking; 8 января 1942, Оксфорд — 14 марта 2018, Кембридж) — британский физик-теоретик, космолог, астрофизик и писатель.
Директор по научной работе Центра теоретической космологии Кембриджского университета. Автор ряда научных трудов, в том числе совместной с Роджером Пенроузом работы по теоремам о гравитационной сингулярности в рамках общей теории относительности и теоретическому предсказанию выделения чёрными дырами излучения, часто именуемого излучением Хокинга. Хокинг первым изложил космологическую теорию, в которой были объединены представления общей теории относительности и квантовой механики. Активно поддерживал многомировую интерпретацию квантовой механики.
Хокинг был почётным членом Королевского общества искусств, пожизненным членом Папской академии наук, был удостоен Президентской медали Свободы — высшей награды для гражданских лиц в США. В 2002 году по результатам опроса «Би-би-си 100 величайших британцев» всех времён Хокинг занял 25-е место. Учёный был Лукасовским профессором математики Кембриджского университета в 1979—2009 годах, добился коммерческого успеха благодаря научно-популярным произведениям, в которых он рассуждает о собственных теориях и космологии в целом. Книга Хокинга «Краткая история времени» входила в список бестселлеров британского издания The Sunday Times на протяжении рекордных 237 недель.
У Хокинга была редкая медленно развивающаяся форма болезни моторных нейронов (также известна как боковой амиотрофический склероз или болезнь Лу Герига), которая постепенно на протяжении десятилетий парализовывала его. После потери речи Хокинг был в состоянии общаться посредством синтезатора речи, изначально с помощью ручного переключателя, впоследствии — используя мышцу щеки. 14 марта 2018 года Стивен Хокинг умер в возрасте 76 лет.

## Биография

### Происхождение
Хокинг родился 8 января 1942 года в Оксфорде в семье Фрэнка и Изобель Эйлин Хокинг (урождённой Уокер). Мать Хокинга родилась в семье врачей в Глазго, Шотландия. Его влиятельный прадед по отцовской линии из Йоркшира скупал сельскохозяйственные угодья, а затем обанкротился во время великой сельскохозяйственной депрессии в начале XX века. Его прабабушка по отцовской линии спасла семью от банкротства, открыв школу в их доме. Несмотря на финансовые трудности своих семей, оба родителя учились в Оксфордском университете, где Фрэнк изучал медицину, а Изобель ― философию, политику и экономику. Изобель работала секретарём в медицинском исследовательском институте, а Фрэнк был медицинским исследователем. У Хокинга было две младших сестры, Филиппа и Мэри, и приёмный брат, Эдвард Фрэнк Дэвид (1955—2003).
В 1950 году, когда отец Хокинга возглавил отдел паразитологии в Национальном институте медицинских исследований, семья переехала в Сент-Олбанс, графство Хартфордшир. В Сент-Олбансе семья считалась очень интеллигентной и несколько эксцентричной. Они жили скромно в большом, захламлённом и плохо ухоженном доме и путешествовали в переоборудованном лондонском такси. Во время одной из частых отлучек отца Хокинга, работавшего в Африке, остальная семья провела четыре месяца на Майорке, навещая подругу его матери Берил и её мужа, поэта Роберта Грейвса.

### Годы начальной и средней школы
Хокинг начал свое обучение в школе Byron House School в Хайгейте, Лондон. Позже он обвинил её «прогрессивные методы» в том, что из-за методики обучения он научился читать лишь в восемь лет. В Сент-Олбансе восьмилетний Хокинг несколько месяцев посещал среднюю школу Сент-Олбанса для девочек. В то время мальчики помладше могли посещать школу для девочек.
Хокинг посещал две частные (то есть платные) школы, первую школу Рэдлетта и с сентября 1952 года школу Сент-Олбанс, Хартфордшир, после прохождения экзамена 11+ на год раньше. Семья придавала большое значение образованию. Отец Хокинга хотел, чтобы его сын учился в Вестминстерской школе, но 13-летний Хокинг заболел в день экзамена на получение стипендии. Его семья не могла позволить себе плату за обучение без финансовой помощи в виде стипендии, поэтому Хокинг остался в Сент-Олбансе. Положительным следствием было то, что Хокинг оставался рядом с группой друзей, с которыми он наслаждался настольными играми, изготовлением фейерверков, моделей самолётов и лодок, и долгими дискуссиями о христианстве и экстрасенсорных способностях. С 1958 года с помощью учителя математики Тиграна Тахты они собирали компьютер из частей часов, старого телефонного коммутатора и других переработанных компонентов.
Хотя Хокинг был известен в школе как «Эйнштейн», он изначально не был успешным в учёбе. Со временем он начал проявлять значительные способности к научным предметам и, вдохновленный Тахтой, решил изучать математику в университете. Отец Хокинга посоветовал ему изучать медицину, обеспокоенный тем, что для выпускника-математика не найдётся работы. Он также хотел, чтобы его сын учился в Университетском колледже в Оксфорде, его собственной альма-матер. Поскольку в то время в колледже не было возможности обучаться математике, Хокинг решил изучать физику и химию. Несмотря на совет директора школы подождать до следующего года, Хокинг получил стипендию после сдачи экзаменов в марте 1959 года.

### Студенческие годы
Хокинг начал свое университетское образование в Университетском колледже Оксфорда в октябре 1959 года в возрасте 17 лет. В течение первых восемнадцати месяцев ему было скучно и одиноко. Он нашел академическую работу «смехотворно легкой». Его наставник по физике Роберт Берман позже сказал: «Ему нужно было только знать, что что-то можно сделать, и он мог сделать это, не глядя на то, как это делают другие люди». Изменение произошло во время его второго и третьего года обучения, когда, по словам Бермана, Хокинг приложил больше усилий, чтобы «быть одним из мальчиков». Он превратился в популярного, живого и остроумного члена колледжа, интересующегося классической музыкой и научной фантастикой. Частично трансформация произошла из-за его решения присоединиться к лодочному клубу университетского колледжа, где он руководил гребной командой. Тренер по гребле в то время отметил, что Хокинг культивировал образ смельчака, управляя своей командой на рискованных курсах, которые привели к повреждению лодок. Хокинг подсчитал, что суммарное время его учёбы составляло около 1000 часов в течение трёх лет в Оксфорде. Из-за этих невпечатляющих привычек к учёбе ему было сложно сдать экзамены, и он решил отвечать только на вопросы теоретической физики, а не на те, которые требуют фактических знаний. Диплом первой степени был условием поступления в запланированную им аспирантуру по космологии в Кембриджском университете. Обеспокоенный, он плохо спал в ночь перед экзаменами, и результат был на грани между первым и вторым классом с отличием, что делало вива (устный экзамен) с оксфордскими экзаменаторами необходимыми.
Хокинг был обеспокоен тем, что его считали ленивым и трудным учеником. Поэтому, когда его попросили в viva описать свои планы, он сказал: «Если вы присудите мне первый балл, я пойду в Кембридж. Если я получу второй балл, я останусь в Оксфорде, поэтому я ожидаю, что вы дадите мне первый балл». Его уважали больше, чем он думал; как заметил Берман, экзаменаторы «были достаточно умны, чтобы понять, что разговаривают с кем-то намного умнее, чем большинство из них». Получив первоклассную степень бакалавра по физике и совершив поездку в Иран с другом, он начал свою дипломную работу в Тринити-холле в Кембридже в октябре 1962 года.

### Аспирантура
Первый год Хокинга в докторантуре был трудным. Первоначально он был разочарован, обнаружив, что в качестве научного руководителя ему был назначен Деннис Уильям Сиама, один из основателей современной космологии, а не известный астроном Фред Хойл. Он обнаружил, что его подготовка в области математики недостаточна для работы в общей теории относительности и космологии. После того, как Хокингу поставили диагноз болезни двигательных нейронов, он впал в депрессию. Хотя его врачи советовали ему продолжать учёбу, он чувствовал, что в этом мало смысла. Его болезнь прогрессировала медленнее, чем предсказывали врачи. Хотя Хокингу было трудно ходить без посторонней помощи, а его речь была почти неразборчивой, первоначальный прогноз на ожидаемую продолжительность жизни в два года оказался неверным. При поддержке Сиамы он вернулся к своей работе. Хокинг начал создавать репутацию блестящего и дерзкого человека, когда публично бросил вызов работе Фреда Хойла и его ученика Джаянта Нарликара на лекции в июне 1964 года.
Когда Хокинг начал свою докторантуру, в сообществе физиков было много споров о преобладающих теориях создания Вселенной: теориях Большого взрыва и стационарного состояния. Вдохновленный теоремой Роджера Пенроуза о пространственно-временной сингулярности в центре чёрных дыр, Хокинг применил ту же теорему ко всей Вселенной; а в 1965 году он написал диссертацию на эту тему. Тезис Хокинга был утвержден в 1966 году. Были и другие позитивные события: Хокинг получил исследовательскую стипендию в колледже Гонвилля и Кая в Кембридже; в марте 1966 года получил степень доктора философии в области прикладной математики и теоретической физики со специализацией в области общей теории относительности и космологии; и его эссе «Сингулярности и геометрия пространства-времени» разделили высшие награды с эссе Пенроуза и получили престижную премию Адамса в том же году.

## Карьера

### 1966—1975 гг.
В своей работе и в сотрудничестве с Пенроузом Хокинг расширил концепции теоремы сингулярности, впервые исследованные в его докторской диссертации. Это включало не только существование сингулярностей, но и теорию о том, что Вселенная могла начаться как сингулярность. Их совместное эссе заняло второе место в конкурсе Gravity Research Foundation 1968 года. В 1970 году они опубликовали доказательство того, что если Вселенная подчиняется общей теории относительности и соответствует любой из моделей физической космологии, разработанных Александром Фридманом, то она должна была начаться как сингулярность. В 1969 году Хокинг признал специально созданное Товарищество за отличие в науке, чтобы остаться в Caius.
В 1970 году Хокинг постулировал то, что стало известно как второй закон динамики чёрной дыры, согласно которому горизонт событий чёрной дыры никогда не может уменьшиться. Вместе с Джеймсом М. Бардином и Брэндоном Картером он предложил четыре закона механики черных дыр, проводя аналогию с термодинамикой. К раздражению Хокинга, Яаков Бекенштейн, аспирант Джона Уилера, пошёл дальше — и в конечном счете правильно — применив термодинамические концепции буквально. В 1971 году Хокинг провёл первое углублённое исследование первичных чёрных дыр.
В начале 1970-х годов работа Хокинга с Картером, Вернером Исраэлем и Дэвидом С. Робинсоном убедительно поддержала теорему Уиллера об отсутствии волос, которая утверждает, что независимо от исходного материала, из которого создана чёрная дыра, её можно полностью описать: свойства массы, электрического заряда и вращения. Его эссе под названием «Черные дыры» получило премию Фонда исследования гравитации в январе 1971 года. Первая книга Хокинга «Крупномасштабная структура пространства-времени», написанная совместно с Джорджем Эллисом, была опубликована в 1973 году.
В 1973 году Хокинг занялся изучением квантовой гравитации и квантовой механики. Во время работы в этой области Хокинг посетил Москву и вёл беседы с Яковом Зельдовичем и Алексеем Старобинским, работа которых показала, что согласно принципу неопределенности вращающиеся чёрные дыры испускают частицы. К раздражению Хокинга, его тщательно проверенные расчёты дали результаты, которые противоречили его второму закону, который утверждал, что чёрные дыры никогда не могут стать меньше, и подтверждали рассуждения Бекенштейна об их энтропии.
Его результаты, которые Хокинг представил в 1974 году, показали, что чёрные дыры излучают излучение, известное сегодня как излучение Хокинга, которое может продолжаться до тех пор, пока они не исчерпают свою энергию и не испарятся. Изначально излучение Хокинга вызывало споры. К концу 1970-х годов и после публикации дальнейших исследований это открытие было широко признано значительным прорывом в теоретической физике. Хокинг был избран членом Королевского общества (FRS) в 1974 году, через несколько недель после объявления Хокингом излучения. В то время он был одним из самых молодых ученых, ставших научным сотрудником.
Хокинг был назначен почётным приглашённым профессором Шермана Фэйрчайлда в Калифорнийском технологическом институте (Калифорнийский технологический институт) в 1974 году. Он работал с другом на факультете, Кипом Торном, и вовлек его в научное пари о том, был ли источник рентгеновского излучения Лебедь X-1 чёрной дырой. Пари было «страховым полисом» против утверждения, что черных дыр не существует. Хокинг признал, что он проиграл пари в 1990 году, пари, которое было первым из нескольких, которые он должен был сделать с Торном и другими. Хокинг поддерживал связи с Калифорнийским технологическим институтом, проводя там по месяцу почти каждый год с момента своего первого визита.

### 1975—1990 гг.

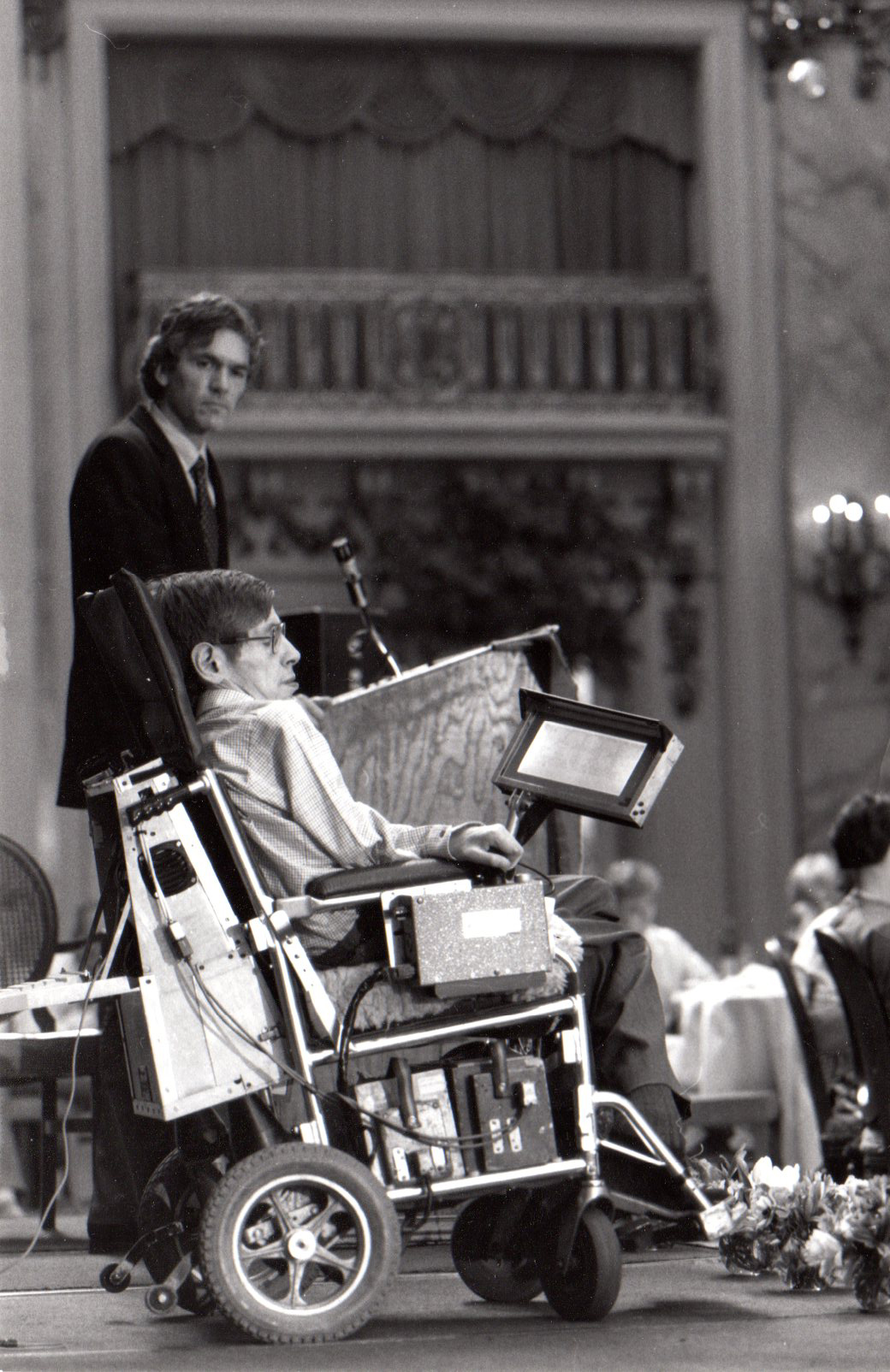
Хокинг на съезде по БАС в Сан-Франциско, 1980-е годы.

Хокинг вернулся в Кембридж в 1975 году на более высокую академическую должность в качестве лектора по гравитационной физике. Середина и конец 1970-х годов были периодом растущего общественного интереса к чёрным дырам и физикам, которые их изучали. Хокинг регулярно давал интервью для печати и телевидения. Он также получил все большее академическое признание своей работы. В 1975 году он был награждён медалью Эддингтона и золотой медалью Пия XI, а в 1976 году премией Дэнни Хайнемана, медалью и премией Максвелла и медалью Хьюза. В 1977 году он был назначен профессором кафедры гравитационной физики. На следующий год получил медаль Альберта Эйнштейна и звание почётного доктора Оксфордского университета.
В 1979 году Хокинг был избран Лукасовским профессором математики в Кембриджском университете. Его первая лекция в этой роли была озаглавлена: «Наблюдается ли конец теоретической физики?» и предложил супергравитацию N = 8 в качестве ведущей теории для решения многих нерешённых проблем, которые изучали физики. Его продвижение по службе совпало с кризисом здоровья, который привёл к тому, что он принял, хотя и неохотно, некоторые услуги по уходу на дому. В то же время также совершал перемены в своём подходе к физике, становясь более интуитивным и спекулятивным, а не настаивая на математических доказательствах. «Я предпочитаю быть правым, чем строгим», — сказал он Кипу Торну. В 1981 году он предположил, что информация в чёрной дыре безвозвратно теряется, когда чёрная дыра испаряется. Этот информационный парадокс нарушает фундаментальный принцип квантовой механики и привёл к многолетним дебатам, включая «войну черных дыр» с Леонардом Сасскиндом и Джерардом т Хофтом.
Космологическая инфляция — теория, предполагающая, что после Большого взрыва Вселенная сначала невероятно быстро расширилась, прежде чем остановиться на более медленном расширении — был предложен Аланом Гутом, а также разработан Андреем Линде. После конференции в Москве в октябре 1981 года Хокинг и Гэри Гиббонс организовали летом 1982 году трёхнедельный семинар Наффилда по теме «Очень ранняя Вселенная» в Кембриджском университете, посвящённый в основном теории инфляции. Хокинг также начал новое направление исследований квантовой теории происхождения Вселенной. В 1981 году на конференции в Ватикане он представил работу, предполагающую, что границ может и не быть. — или начало или окончание — во Вселенную.
Впоследствии Хокинг разработал исследование в сотрудничестве с Джимом Хартлом, и в 1983 году они опубликовали модель, известную как состояние Хартла-Хокинга. Он предположил, что до эпохи Планка Вселенная не имела границ в пространстве-времени; до Большого Взрыва времени не существовало и концепция начала Вселенной бессмысленна. Исходная сингулярность классических моделей Большого взрыва была заменена областью, похожей на Северный полюс. Нельзя путешествовать севернее Северного полюса, но там нет границы — это просто точка, где сходятся и заканчиваются все линии, идущие на север. Первоначально предложение об отсутствии границ предсказывало замкнутую вселенную, что имело последствия для существования Бога. Как объяснил Хокинг: «Если Вселенная не имеет границ, но является самодостаточной… тогда у Бога не было бы никакой свободы выбирать, как Вселенная началась».
Хокинг не исключал существования Творца, спрашивая в «Краткой истории времени»: «Является ли единая теория настолько убедительной, что она приводит к собственному существованию?», также заявляя: «Если мы обнаружим полную теорию, она будет быть окончательным триумфом человеческого разума — ибо тогда мы должны были бы знать разум Бога»; в своих ранних работах Хокинг говорил о Боге в метафорическом смысле. В той же книге он предположил, что существование Бога не обязательно для объяснения происхождения Вселенной. Более поздние обсуждения с Нилом Туроком привели к осознанию того, что существование Бога также совместимо с открытой Вселенной.
Дальнейшая работа Хокинга в области стрел времени привела к публикации в 1985 году статьи, в которой теоретизировалось, что если утверждение об отсутствии границ верно, то, когда Вселенная перестанет расширяться и в конце концов схлопнется, время пойдёт вспять. Статья Дона Пейджа и независимые расчёты Раймонда Лафламма побудили Хокинга отказаться от этой концепции. Награды продолжали присуждаться: в 1981 году он был награждён американской медалью Франклина, а в 1982 году в новогодних наградах назначен кавалером Ордена Британской империи (CBE). Эти награды существенно не изменили финансовое положение Хокинга, и мотивированный необходимостью финансировать образование своих детей и домашние расходы, он решил в 1982 году написать популярную книгу о Вселенной, которая была бы доступна для всех — для широкой публики. Вместо того, чтобы публиковаться в академической прессе, он подписал контракт с Bantam Books, массовым издателем, и получил большой аванс за свою книгу. Первый вариант книги под названием «Краткая история времени» был завершён в 1984 году.
Одним из первых сообщений, которые Хокинг произвёл с помощью своего устройства для генерации речи, была просьба к своему помощнику помочь ему закончить написание «Краткой истории времени». Питер Гуззарди, его редактор в Bantam, настаивал на том, чтобы он ясно объяснял свои идеи нетехническим языком, процесс, который требовал многих исправлений от все более раздражаемого Хокинга. Книга была опубликована в апреле 1988 года в США и в июне в Великобритании и имела невероятный успех, быстро поднявшись на вершину списков бестселлеров в обеих странах и оставаясь там в течение нескольких месяцев. Книга была переведена на многие языки, и по состоянию на 2009 год было продано около 9 миллионов копий.
Внимание средств массовой информации было интенсивным, и на обложке журнала Newsweek, и в телевизионном выпуске он описывался как «Владыка Вселенной». Успех привел к значительным финансовым вознаграждениям, но также и к проблемам, связанным со статусом знаменитости. Хокинг много путешествовал, чтобы продвигать свою работу, и наслаждался вечеринками и танцами до утра. Трудность отказа от приглашений и посетителей оставляла ему мало времени для работы и его учеников. Некоторые коллеги были возмущены тем вниманием, которое получил Хокинг, полагая, что это было связано с его инвалидностью.
Он получил дальнейшее академическое признание, включая ещё пять почётных степеней, Золотую медаль Королевского астрономического общества (1985), медаль Поля Дирака (1987) и совместно с Пенроузом престижную премию Вольфа (1988). В 1989 году в честь дня рождения ему был присвоен титул кавалера почёта (CH). Сообщается, что он отказался от титула в конце 1990-х годов в знак возражения против политики финансирования науки в Великобритании.

### 1990—2000 гг.

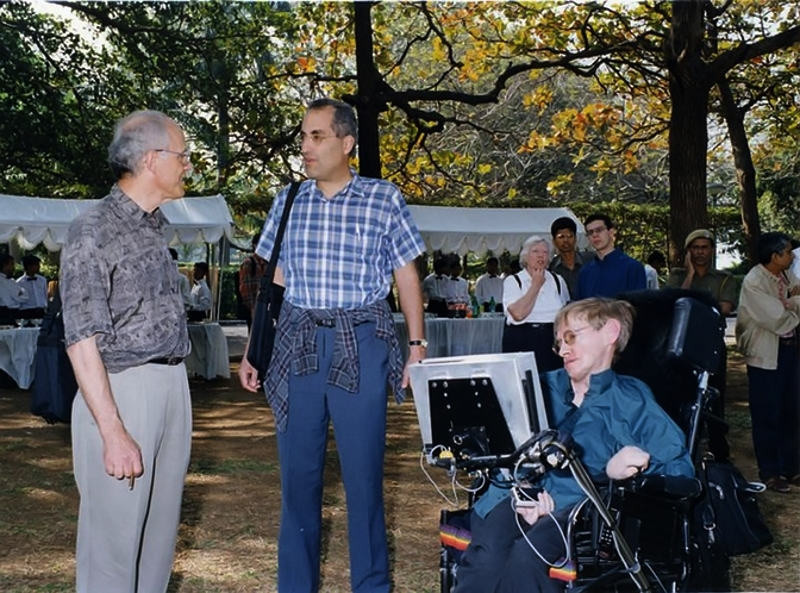
Хокинг с теоретиками струн Дэвидом Гроссом и Эдвардом Виттеном на конференции по струнам в январе 2001 года, TIFR, Индия.

Хокинг продолжил свою работу в области физики: в 1993 году вместе с Гэри Гиббонсом редактировал книгу о евклидовой квантовой гравитации и опубликовал сборник своих собственных статей о чёрных дырах и Большом взрыве. В 1994 году в Кембриджском институте Ньютона Хокинг и Пенроуз прочитали серию из шести лекций, которые были опубликованы в 1996 году под названием «Природа пространства и времени». В 1997 году Хокинг признал публичное научное пари 1991 года, заключенное с Кипом Торном и Джоном Прескиллом из Калифорнийского технологического института. Хокинг поспорил, что предложение Пенроуза о «гипотезе космической цензуры» — что не может быть «голых сингулярностей», обнаженных внутри горизонта — было правильным.
После того, как выяснилось, что его уступка могла быть преждевременной, было сделано новое и более тонкое пари. При этом указывалось, что такие сингулярности будут возникать без дополнительных условий. В том же году Торн, Хокинг и Прескилл сделали ещё одну ставку, на этот раз касающуюся информационного парадокса чёрной дыры. Торн и Хокинг утверждали, что, поскольку общая теория относительности не позволяет чёрным дырам излучать и терять информацию, масса-энергия и информация, переносимые излучением Хокинга, должны быть «новыми», а не изнутри горизонта событий чёрной дыры. Поскольку это противоречило квантовой механике микропричинности, теорию квантовой механики необходимо было бы переписать. Прескилл утверждал обратное: поскольку квантовая механика предполагает, что информация, испускаемая чёрной дырой, связана с информацией, которая попала внутрь в более раннее время, концепция черных дыр, данная общей теорией относительности, должна быть каким-то образом изменена.
Хокинг также поддерживал свой публичный профиль, в том числе знакомил с наукой более широкую аудиторию. Премьера киноверсии «Краткой истории времени» режиссёра Эррола Морриса и продюсера Стивена Спилберга состоялась в 1992 году. Хокинг хотел, чтобы фильм был научным, а не биографическим, но его убедили в обратном. Фильм, хотя и имел успех у критиков, не получил широкого распространения. Популярный сборник эссе, интервью и докладов под названием «Черные дыры, детские вселенные и другие эссе» был опубликован в 1993 году, а в 1997 году появился телесериал из шести частей «Вселенная Стивена Хокинга» и сопутствующая книга. Как настаивал Хокинг, на этот раз внимание было полностью сосредоточено на науке.

### 2000—2018 гг.

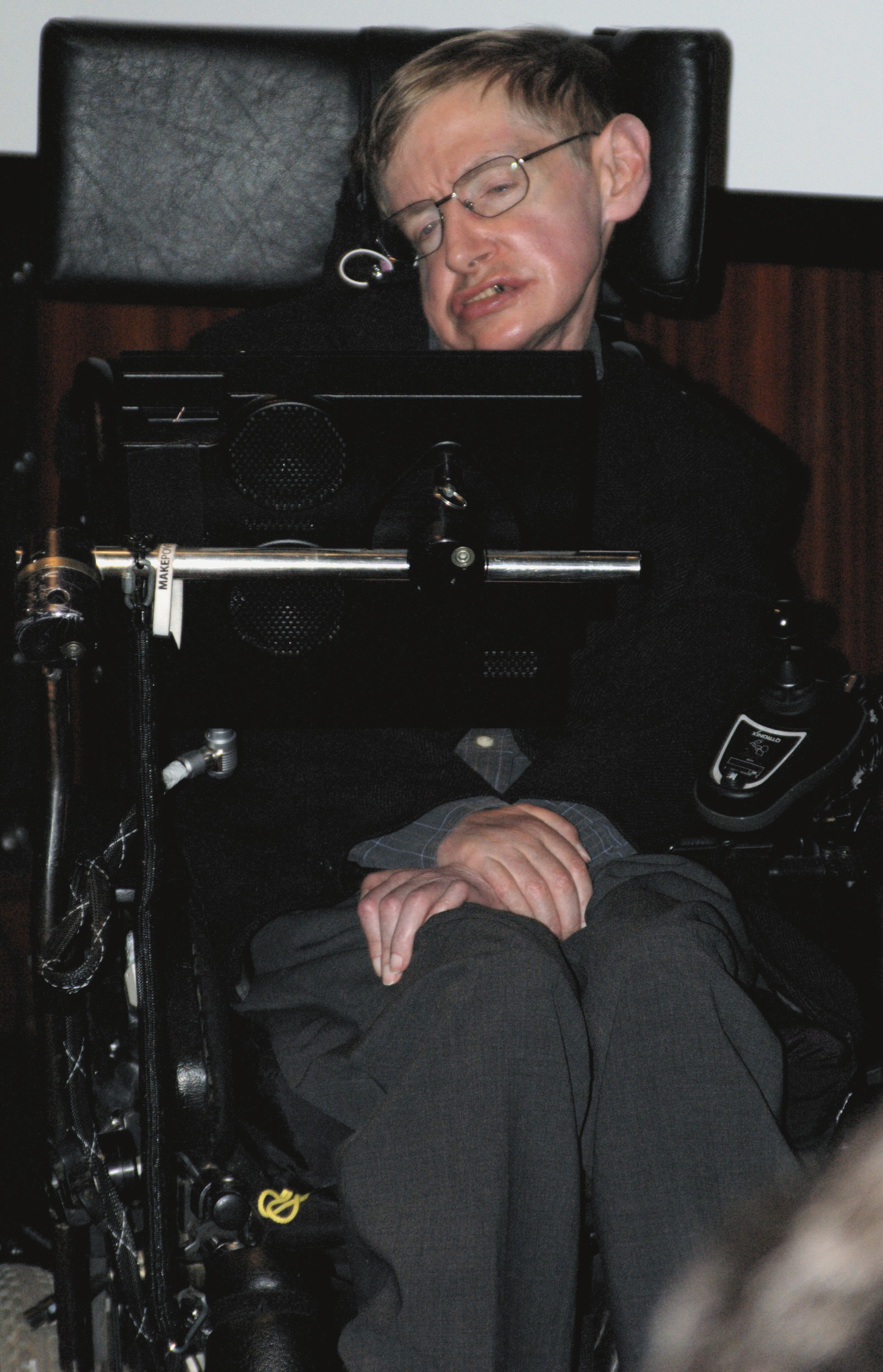
Хокинг в Bibliothèque nationale de France на открытии Лаборатории астрономии и частиц в Париже и выпуске на французском языке его работы «Бог создал целые числа», 5 мая 2006 года.

Хокинг продолжил писать для широкой публики, опубликовав в 2001 году «Вселенную в двух словах» и «Краткую историю времени», которую он написал в 2005 году вместе с Леонардом Млодиновым, чтобы обновить свои ранние работы и сделать их доступными для более широкой аудитории. и «Бог создал целые числа», которая появилась в 2006 году. Вместе с Томасом Хертогом из ЦЕРН и Джимом Хартлом, с 2006 года Хокинг разработал теорию нисходящей космологии, в которой говорится, что у Вселенной было не одно уникальное начальное состояние, а много разных, и, следовательно, неуместно формулировать теорию, которая предсказывает текущую конфигурацию Вселенной из одного конкретного начального состояния. Нисходящая космология утверждает, что настоящее «выбирает» прошлое из суперпозиции многих возможных историй. При этом теория предлагает возможное решение вопроса тонкой настройки.
Хокинг продолжал много путешествовать, включая поездки в Чили, остров Пасхи, Южную Африку, Испанию (для получения премии Фонсека в 2008 году), Канаду и многочисленные поездки в США. По практическим причинам, связанным с его инвалидностью, Хокинг все чаще путешествовал на частном самолёте, и к 2011 году это стало его единственным видом международных поездок.
К 2003 году среди физиков рос консенсус в отношении того, что Хокинг ошибался в отношении потери информации в чёрной дыре. В лекции 2004 года в Дублине он уступил свое пари 1997 года с Preskill, но описал свое собственное, несколько противоречивое решение проблемы информационного парадокса, включающее возможность того, что чёрные дыры имеют более одной топологии. В статье 2005 года, которую он опубликовал по этому вопросу, он утверждал, что информационный парадокс был объяснен путем изучения всех альтернативных историй вселенных, при этом потеря информации в тех, где есть черные дыры, компенсируется теми, у которых таких потерь нет. В январе 2014 года он назвал предполагаемую потерю информации в чёрных дырах своей «самой большой ошибкой».
В рамках другого давнего научного спора Хокинг решительно заявил и поспорил, что бозон Хиггса никогда не будет найден. В 1964 году Питер Хиггс предложил существование частицы как части теории поля Хиггса. Хокинг и Хиггс участвовали в жарких и публичных дебатах по этому поводу в 2002 и 2008 годах, когда Хиггс критиковал работу Хокинга и жаловался, что «статус знаменитости Хокинга дает ему мгновенное доверие, которого нет у других». Частица была обнаружена в июле 2012 года в ЦЕРН после строительства Большого адронного коллайдера. Хокинг быстро признал, что проиграл свое пари, и сказал, что Хиггс должен получить Нобелевскую премию по физике, что он и сделал в 2013 году.
В 2007 году Хокинг и его дочь Люси опубликовали «Секретный ключ Джорджа ко Вселенной» — детскую книгу, предназначенную для объяснения теоретической физики в доступной форме и с персонажами, похожими на персонажей семьи Хокингов. За книгой последовали сиквелы в 2009, 2011, 2014 и 2016 годах.
В 2002 году, после общебританского голосования, BBC включила Хокинга в свой список 100 величайших британцев. Он был награждён медалью Копли Королевского общества (2006), Президентской медалью свободы, которая является высшей гражданской наградой Америки (2009), и Российской специальной премией по фундаментальной физике (2013).
Несколько зданий были названы в его честь, в том числе Музей науки Стивена Хокинга в Сан-Сальвадоре, Эль Сальвадор, здание Стивена Хокинга в Кембридже, и Центр Стивена Хокинга в Институте периметра в Канаде. Соответственно, учитывая связь Хокинга со временем, он представил механические Корпусные часы «Хронофаг» (или пожирающие время) в Колледже Корпус-Кристи в Кембридже в сентябре 2008 года.
За свою карьеру Хокинг подготовил 39 успешных аспирантов. Один докторант не защитил кандидатскую диссертацию. В соответствии с политикой Кембриджского университета Хокинг ушел с должности Лукасовского профессора математики в 2009 году. Несмотря на предположения, что он может покинуть Соединённое Королевство в знак протеста против сокращения государственного финансирования фундаментальных научных исследований, Хокинг работал директором по исследованиям на факультете прикладной математики и теоретической физики Кембриджского университета.
28 июня 2009 года в качестве шутливой проверки своей гипотезы 1992 года о том, что путешествие в прошлое практически невозможно, Хокинг устроил открытую для всех вечеринку с закусками и шампанским со льдом, но предал огласке вечеринку только после того, как все было кончено, так что только путешественники во времени могли знать, что его посещают; как и ожидалось, на вечеринку никто не пришел.
20 июля 2015 года Хокинг помог запустить «Breakthrough Initiatives» по поиску внеземной жизни. Хокинг создал Стивен Хокинг: Экспедиция на Новую Землю, документальный фильм о космической колонизации, как эпизод 2017 года Tomorrow’s World.
В августе 2015 года Хокинг сказал, что не вся информация теряется, когда что-то входит в чёрную дыру, и, согласно его теории, может быть возможность извлечь информацию из чёрной дыры. В июле 2017 года Хокинг был удостоен звания почетного доктора Имперского колледжа Лондона.
Заключительная статья Хокинга — Плавный выход из вечной инфляции? — была посмертно опубликована в Журнале физики высоких энергий 27 апреля 2018 года.

## Личная жизнь

### Браки
Хокинг познакомился со своей будущей женой Джейн Уайлд на вечеринке в 1962 году. В следующем году у Хокинга диагностировали болезнь двигательных нейронов . В октябре 1964 года пара обручилась, зная о потенциальных проблемах, которые ждут впереди из-за сокращения продолжительности жизни Хокинга и его физических ограничений. Позже Хокинг сказал, что помолвка дала ему «что-то, ради чего стоит жить». Они поженились 14 июля 1965 года в их общем родном городе Сент-Олбанс.
Пара проживала в Кембридже, в нескольких минутах ходьбы от дома Хокинга до факультета прикладной математики и теоретической физики (DAMTP). В первые годы их брака Джейн жила в Лондоне в течение недели, пока она получала степень в Вестфилд-колледже. Они несколько раз приезжали в Соединённые Штаты на конференции и визиты, связанные с физикой. Джейн начала программу докторантуры в Вестфилд-колледже по средневековой испанской поэзии (завершена в 1981 году). У пары было трое детей: Роберт, родившийся в мае 1967 года, Люси, родившаяся в ноябре 1970 года, и Тимоти, родившийся в апреле 1979 года.
Хокинг редко обсуждал свою болезнь и физические проблемы — даже в прецеденте, созданном во время их ухаживания, с Джейн. Его инвалидность означала, что обязанности по дому и семье прочно лежали на все более и более перегруженных плечах его жены, оставляя ему больше времени для размышлений о физике. После его назначения в 1974 году на годичную должность в Калифорнийском технологическом институте в Пасадене, штат Калифорния, Джейн предложила аспиранту или докторанту жить с ними и помогать в уходе за ним. Хокинг согласился, и Бернард Карр путешествовал с ними как первый из многих студентов, исполнявших эту роль. Семья провела в целом счастливый и вдохновляющий год в Пасадене.
Хокинг вернулся в Кембридж в 1975 году в новый дом и на новую работу в качестве лектора. Дон Пейдж, с которым Хокинг подружился в Калифорнийском технологическом институте, приехал работать ассистентом аспиранта. С помощью Пейджа и секретаря обязанности Джейн были сокращены, чтобы она могла вернуться к своей докторской диссертации и своему новому интересу — пению.
Примерно в декабре 1977 года Джейн познакомилась с органистом Джонатаном Хеллиером Джонсом, когда пела в церковном хоре. Хеллиер Джонс сблизился с семьей Хокингов, и к середине 1980-х у него и Джейн возникли романтические чувства друг к другу. По словам Джейн, её муж смирился с ситуацией, заявив, что «он не будет возражать, пока я продолжаю любить его». Джейн и Хеллиер Джонс были полны решимости не разбивать семью, и их отношения долгое время оставались платоническими.
К 1980-м брак Хокинга уже много лет был напряженным. Джейн была ошеломлена вторжением в их семейную жизнь необходимых медсестер и помощниц. Влияние его статуса знаменитости было сложной задачей для коллег и членов семьи, в то время как перспектива соответствовать всемирному сказочному имиджу была пугающей для пары. Взгляды Хокинга на религию также контрастировали с её сильной христианской верой и привели к напряженности. После трахеотомии в 1985 году Хокингу потребовалась медсестра на полный рабочий день, и уход за больными был разделен на 3 смены в день. В конце 1980-х Хокинг сблизился с одной из своих медсестер, Элейн Мейсон, к тревоге некоторых коллег, опекунов и членов семьи, которых беспокоила её сила личности и способность защищать. В феврале 1990 года Хокинг сказал Джейн, что уходит от неё к Мэйсон, и покинул семейный дом. После развода с Джейн в 1995 году Хокинг женился на Мэйсон в сентябре 1995 года, заявив: «Это прекрасно. — Я женился на женщине, которую люблю».
В 1999 году Джейн Хокинг опубликовала мемуары «Музыка, двигающая звезды», в которой описала свой брак с Хокингом и его распад. Эти разоблачения вызвали сенсацию в СМИ, но, как это было обычно в отношении его личной жизни, Хокинг не сделал публичных комментариев, за исключением того, что сказал, что не читал биографий о себе. После его второго брака семья Хокинга чувствовала себя исключенной и маргинализированной из его жизни. В течение примерно пяти лет в начале 2000-х его семья и сотрудники все больше беспокоились о том, что он подвергается физическому насилию. Полицейское расследование было проведено, но было прекращено, так как Хокинг отказался подавать жалобу.
В 2006 году Хокинг и Мейсон незаметно развелись, и Хокинг возобновил более тесные отношения с Джейн, своими детьми и внуками. В 2007 году появилась переработанная версия книги Джейн под названием «Путешествие в бесконечность: Моя жизнь со Стивеном», по которой был снят фильм «Теория всего» в 2014 году.

### Инвалидность
Уже в начале 1960-х годов у Хокинга стали проявляться признаки бокового амиотрофического склероза, которые впоследствии привели к параличу. После диагностики заболевания в 1963 году врачи считали, что жить ему осталось лишь два с половиной года, однако болезнь прогрессировала не так быстро, и пользоваться коляской он начал только в конце 1960-х годов.

Перспектива рано умереть заставила меня понять, что жизнь стоит того, чтобы её прожить.— Стивен Хокинг
В последний год обучения в Оксфорде Хокинг становился все более неуклюжим, в том числе падал с лестницы и испытывал трудности при гребле. Проблемы обострились, и его речь стала немного невнятной. Его семья заметила изменения, когда он вернулся домой на Рождество, и были начаты медицинские исследования. Диагноз БДН поставили, когда Хокингу был 21 год, в 1963 году. Тогда врачи давали ему два года жизни.
В конце 1960-х физические возможности Хокинга снизились: он стал пользоваться костылями и больше не мог регулярно читать лекции. Постепенно утрачивая способность писать, он развил компенсаторные визуальные методы, в том числе видение уравнений в геометрических терминах. Позднее физик Вернер Израэль сравнил его достижения с Моцартом, сочиняющим в голове целую симфонию. Хокинг был решительно независим и не желал принимать помощь или идти на уступки из-за своих ограниченных возможностей. Он предпочитал, чтобы его считали «в первую очередь ученым, во вторую — популяризатором науки, а во всех отношениях, имеющих значение, — нормальным человеком с теми же желаниями, стремлениями, мечтами и амбициями, что и у других людей». Его жена Джейн позже отмечала: «Некоторые люди назвали бы это решимостью, некоторые упрямством. Я называла это и тем, и другим в то или иное время». В конце 1960-х годов его пришлось долго убеждать согласиться на использование инвалидного кресла,, но в итоге он приобрел дурную славу за безрассудную езду на нем. Хокинг был популярным и остроумным коллегой, но его болезнь, а также репутация человека резкого отдалили некоторых от него.
Когда Хокинг впервые начал пользоваться инвалидной коляской, он использовал стандартные моторизованные модели. Самый ранний из сохранившихся образцов этих кресел был изготовлен BEC Mobility и продан Christie’s в ноябре 2018 года за 296 750 фунтов стерлингов. Хокинг продолжал использовать этот тип кресла до начала 1990-х годов, когда его способность использовать руки для управления инвалидной коляской ухудшилась. С тех пор Хокинг использовал множество различных кресел, включая подъемное кресло DragonMobility Dragon 2007 года, как показано на его фотографии, сделанной в апреле 2008 года на 50-летнем юбилее НАСА;; Permobil C350 2014 года выпуска; а затем Permobil F3 2016 года.
Речь Хокинга ухудшилась, и к концу 1970-х годов его могли понять только члены семьи и самые близкие друзья. Чтобы общаться с другими, кто-то, кто хорошо его знал, переводил его речь в понятную. После спора с университетом о том, кто должен оплачивать пандус, необходимый ему для доступа к рабочему месту, Хокинг и его жена выступили за улучшение доступа и поддержки людей с ограниченными возможностями в Кембридже, включая приспособленные жилые помещения для студентов университета. В целом Хокинг неоднозначно относился к своей роли защитника прав инвалидов: желая помочь другим, он в то же время стремился отстраниться от своей болезни и связанных с ней проблем. Его недостаточная активность в этой области послужила поводом для критики.
Во время визита в ЦЕРН на границе Франции и Швейцарии в середине 1985 года Хокинг заболел пневмонией, которая в его состоянии была опасна для жизни; он был настолько болен, что Джейн спросили, следует ли отключить от аппарата жизнеобеспечения. Она отказалась, но следствием болезни стала необходимость трахеотомии, которая потребовала круглосуточного ухода и привела к потере остатков его речи. Национальная служба здравоохранения была готова оплатить дом престарелых, но Джейн решила, что он будет жить дома. Стоимость ухода финансировал американский фонд. Медсестры были наняты на три смены, необходимые для обеспечения круглосуточной поддержки, в которой он нуждался. Одной из нанятых была Элейн Мейсон, которая впоследствии станет второй женой Хокинга.
Для своего общения Хокинг сначала поднимал брови, чтобы выбирать буквы на орфографической карточке, но в 1986 году он получил компьютерную программу под названием «Эквалайзер» от Уолтера Уолтоша, генерального директора Words Plus, который разработал программу, чтобы помочь своей свекрови, у которой также был БАС и которая потеряла способность говорить и писать. С помощью способа, который он использовал до конца своей жизни, Хокинг теперь мог простым нажатием переключателя выбирать фразы, слова или буквы из примерно 2500-3000. Изначально программа запускалась на настольном компьютере. Муж Элейн Мейсон, Дэвид, компьютерный инженер, приспособил небольшой компьютер и прикрепил его к инвалидной коляске Хокинга.
Освободившись от необходимости использовать кого-то для перевода своей речи, Хокинг отметил, что может общаться лучше, чем до потери голоса. Голос, который он использовал, имел американский акцент и больше не воспроизводился. Несмотря на то, что позже появились другие голоса, Хокинг продолжал использовать этот оригинальный голос, говоря, что предпочитает его и идентифицирует себя с ним. Первоначально Хокинг активировал переключатель рукой и мог произносить до 15 слов в минуту. Лекции были подготовлены заранее и отправлены на синтезатор речи короткими разделами для чтения.
Хокинг постепенно утратил способность пользоваться рукой, и в 2005 году он начал управлять своим коммуникационным устройством с помощью движений мышц щеки, со скоростью около одного слова в минуту. При таком ухудшении состояния существовал риск развития синдрома «запертого человека», поэтому Хокинг сотрудничал с исследователями корпорации Intel в создании систем, которые могли бы преобразовывать его мозговые паттерны или мимику в активацию переключателей. После нескольких прототипов, которые не работали так, как планировалось, они остановились на адаптивном предсказателе слов, созданном лондонским стартапом SwiftKey, в котором использовалась система, аналогичная его оригинальной технологии. Хокингу было легче адаптироваться к новой системе, которая была доработана после ввода большого количества документов Хокинга и других письменных материалов и использует предиктивное программное обеспечение, аналогичное клавиатурам смартфонов.

К 2009 году он больше не мог самостоятельно управлять своей инвалидной коляской, но те же люди, которые создали его новую механику набора текста, работали над методом управления его креслом, используя движения его подбородка. Это оказалось непросто, поскольку Хокинг не мог двигать шеей, и испытания показали, что, хотя он действительно мог управлять креслом, движения были спорадическими и скачкообразными.. Ближе к концу своей жизни Хокинг испытывал затруднения с дыханием, что часто приводило к необходимости использования аппарата искусственной вентиляции легких и регулярной госпитализации.

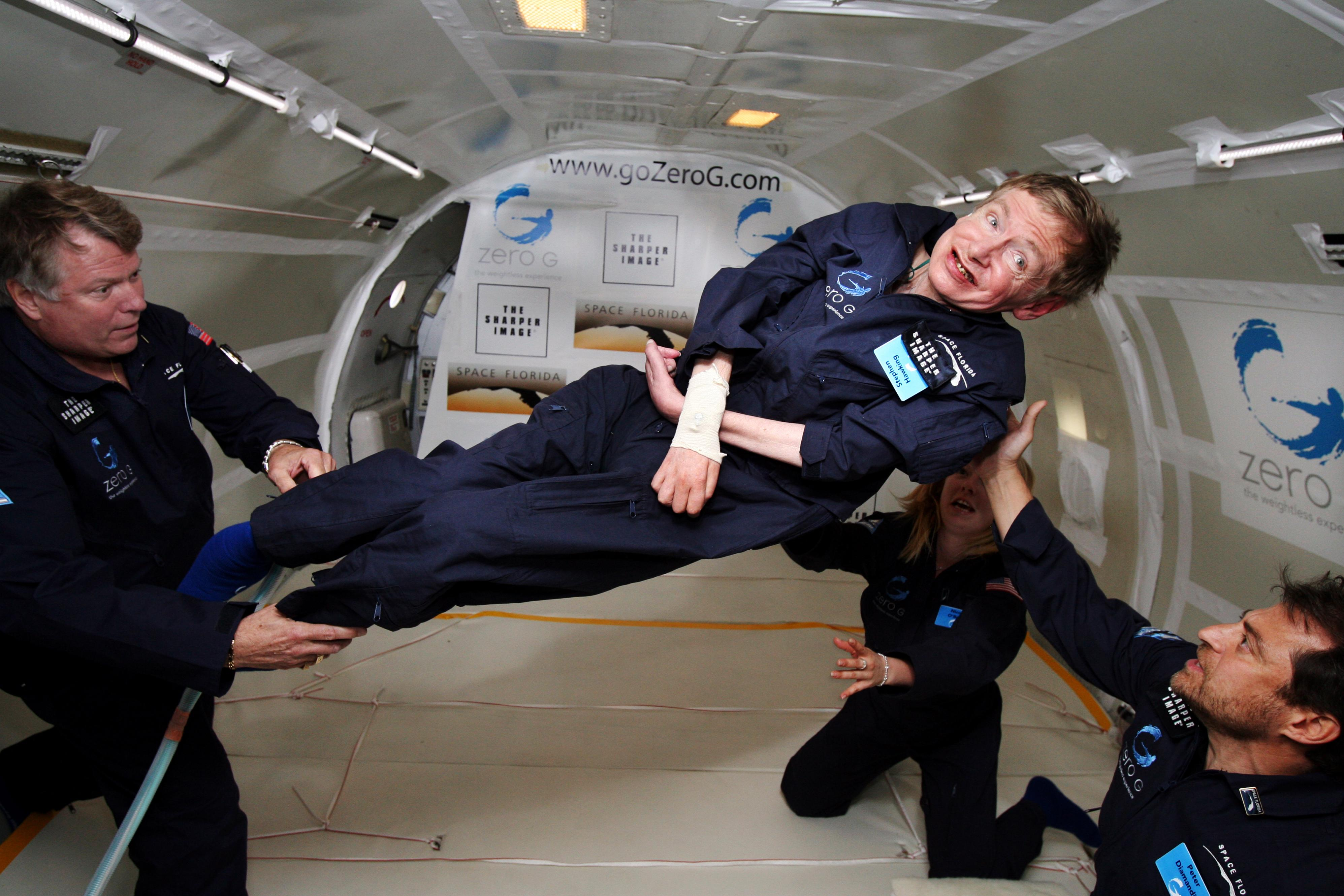
Хокинг совершает полёт в невесомости на самолёте компании Zero Gravity

Несмотря на тяжёлую болезнь, он вёл активную жизнь. В 2007 году он совершил полёт в невесомости на самолёте компании Zero Gravity, а на 2009 год был запланирован полёт в космос, который не состоялся.

### Смерть

Плита на могиле Стивена Хокинга в Вестминстерском аббатстве

Хокинг умер в своем доме в Кембридже 14 марта 2018 года в возрасте 76 лет. Его семья заявила, что он «умер мирно». Его восхваляли деятели науки, развлечений, политики и других областей. Флаг колледжа Гонвилл-энд-Киз был приспущен, и студенты подписали книгу соболезнований. Президент Международного паралимпийского комитета Эндрю Парсонс воздал должное Хокингу в заключительной речи на церемонии закрытия Паралимпийских зимних игр 2018 года в Пхёнчхане, Южная Корея.
Его частные похороны состоялись 31 марта 2018 года в церкви Великой Святой Марии в Кембридже. На похоронах присутствовали актёры «Теории всего» Эдди Редмэйн и Фелисити Джонс, астрофизик и гитарист Queen Брайан Мэй и модель Лили Коул. На службе также выступили актёр Бенедикт Камбербэтч, сыгравший Стивена Хокинга в фильме «Хокинг», астронавт Тим Пик, королевский астроном Мартин Рис и физик Кип Торн. Хотя Хокинг был атеистом, похороны прошли с традиционной англиканской службой. После кремации 15 июня 2018 года в Вестминстерском аббатстве прошла благодарственная служба, после которой его прах был захоронен в нефе аббатства, между могилами сэра Исаака Ньютона и Чарльза Дарвина.
На его мемориальном камне написаны слова «Здесь лежит то, что было смертным для Стивена Хокинга 1942—2018» и его самое известное уравнение. Он распорядился, по крайней мере, за пятнадцать лет до своей смерти, чтобы уравнение энтропии Бекенштейна-Хокинга было его эпитафией. В июне 2018 года было объявлено, что слова Хокинга, положенные на музыку греческим композитором Вангелисом, будут переданы в космос со спутниковой антенны Европейского космического агентства в Испании с целью достижения ближайшей чёрной дыры, 1А 0620-00.
Последнее эфирное интервью Хокинга об обнаружении гравитационных волн, возникших в результате столкновения двух нейтронных звезд, состоялось в октябре 2017 года. Его последние слова миру появились посмертно, в апреле 2018 года, в виде документального фильма Смитсоновского телеканала под названием «Покидая Землю: или как колонизировать планету». Одно из его последних исследований под названием «Плавный выход из вечной инфляции?», о происхождении Вселенной, была опубликована в Журнале физики высоких энергий в мае 2018 года. Позже, в октябре 2018 года, было опубликовано ещё одно из его последних исследований, озаглавленное «Энтропия чёрной дыры и мягкие волосы», посвященное «загадке того, что происходит с информацией, содержащейся в объектах, когда они исчезают в чёрной дыре». Также в октябре 2018 года вышла последняя книга Хокинга «Краткие ответы на большие вопросы» — научно-популярная книга, в которой представлены его заключительные комментарии по наиболее важным вопросам, стоящим перед человечеством.
8 ноября 2018 года состоялся аукцион 22 личных вещей Стивена Хокинга, включая его докторскую диссертацию («Свойства расширяющихся вселенных», докторская диссертация, Кембриджский университет, 1965 г.) и инвалидное кресло, на которые было продано около 1,8 млн фунта стерлингов. Доходы от аукционной продажи инвалидной коляски пошли в две благотворительные организации: Ассоциацию болезней двигательных нейронов и Фонд Стивена Хокинга; выручка от продажи других предметов Хокинга пошла в его поместье.
В марте 2019 года было объявлено, что Королевский монетный двор выпустит памятную монету номиналом 50 пенсов, доступную только в виде памятного выпуска в честь Хокинга. В том же месяце медсестра Хокинга Патриция Дауди была исключена из реестра медсестер за «неудачи в уходе за ним и финансовые проступки».
В мае 2021 года было объявлено, что соглашение о принятии вместо этого между HMRC, Департаментом культуры, СМИ и спорта, библиотекой Кембриджского университета, группой научных музеев и поместьем Хокинга позволит увидеть около 10 000 страниц научных и других документов Хокинга. останется в Кембридже, а предметы, включая его инвалидные коляски, синтезаторы речи и личные памятные вещи из его бывшего кембриджского офиса, будут размещены в Музее науки. В феврале 2022 года выставка «Стивен Хокинг за работой» открылась в Музее науки в Лондоне, положив начало двухлетнему общенациональному туру.

## Взгляды

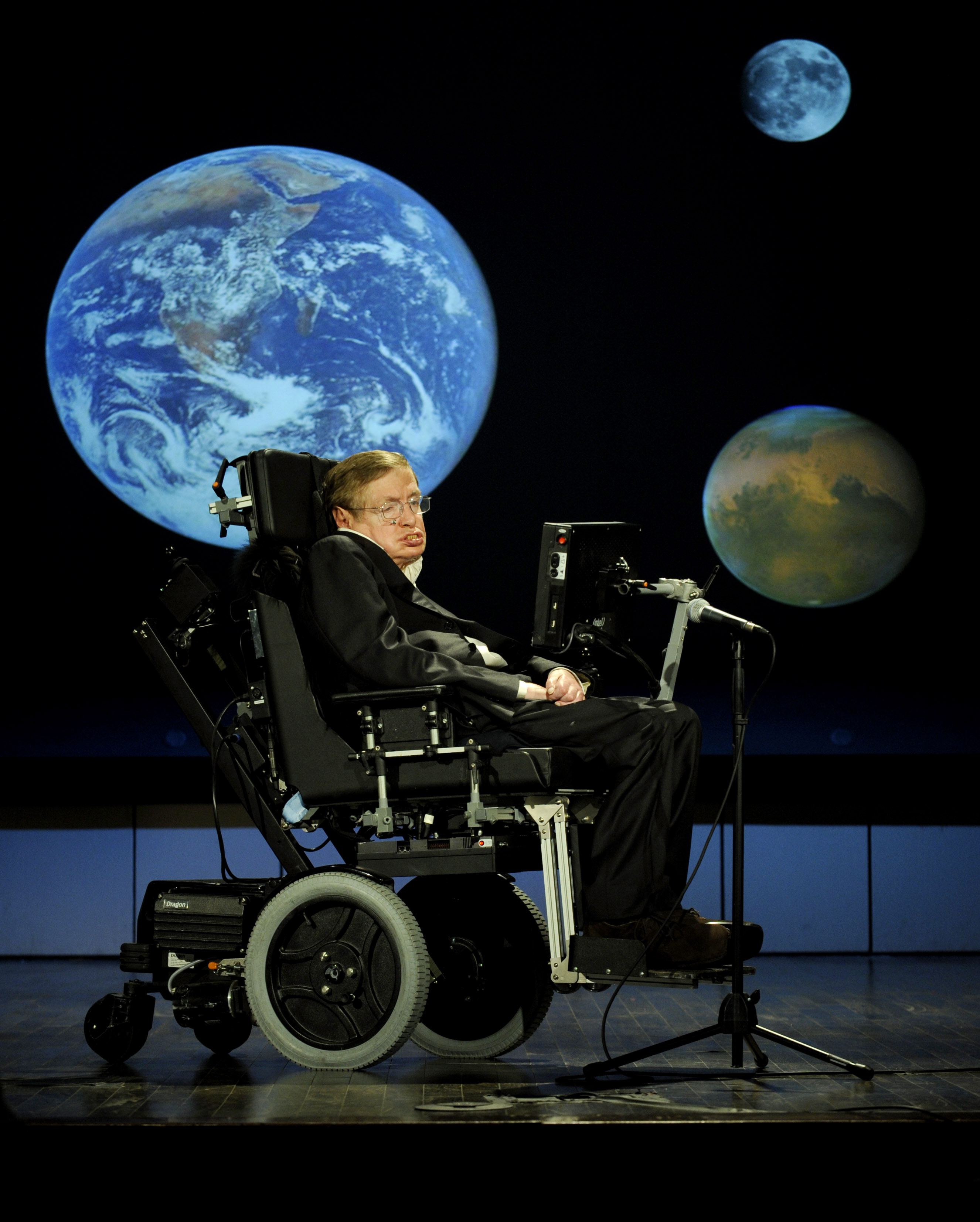
Стивен Хокинг даёт лекцию к 50-летию НАСА (2008).

### Философия не нужна
На конференции Google Zeitgeist в 2011 году Стивен Хокинг заявил, что «философия мертва». Он считал, что философы «не поспевают за современными достижениями в науке», «не воспринимают науку достаточно серьёзно, и поэтому философия больше не имеет отношения к притязаниям на знание», «их искусство мертво» и что ученые «стали носителями факела открытия в нашем стремлении к знаниям». Он сказал, что на философские проблемы может ответить наука, особенно новые научные теории, которые «приводят нас к новой и совершенно иной картине вселенной и нашего места в ней». Его точку зрения и хвалили, и критиковали.

### Будущее человечества
В 2006 году Хокинг задал открытый вопрос в Интернете: «В мире, который находится в политическом, социальном и экологическом хаосе, как человеческая раса может выдержать ещё 100 лет?», Позже уточнив: «Я не знаю ответа. Вот почему я задал этот вопрос, чтобы заставить людей задуматься об этом и осознать опасности, с которыми мы сейчас сталкиваемся».
Хокинг выразил обеспокоенность тем, что жизнь на Земле находится под угрозой из-за внезапной ядерной войны, генно-инженерного вируса, глобального потепления или других опасностей, о которых люди ещё не думали. Хокинг заявил: «Я считаю почти неизбежным, что ядерная конфронтация или экологическая катастрофа нанесут ущерб Земле в какой-то момент в течение следующих 1000 лет», и считаю «столкновение с астероидом» самой большой угрозой для планеты. Такая общепланетарная катастрофа не должна приводить к вымиранию человечества, если человеческая раса сможет колонизировать дополнительные планеты до катастрофы. Хокинг считал космические полеты и колонизацию космоса необходимыми для будущего человечества.
Хокинг заявил, что, учитывая необъятность Вселенной, инопланетяне, вероятно, существуют, но контакта с ними следует избегать. Он предупредил, что инопланетяне могут грабить Землю в поисках ресурсов. В 2010 году он сказал: «Если инопланетяне посетят нас, результат будет таким же, как когда Колумб высадился в Америке, что не очень хорошо обернулось для коренных американцев».
Хокинг предупредил, что сверхразумный искусственный интеллект может сыграть ключевую роль в управлении судьбой человечества, заявив, что «потенциальные выгоды огромны… Успех в создании ИИ станет крупнейшим событием в истории человечества. Это также может быть последним, если мы не научимся избегать рисков». Он опасался, что «чрезвычайно умный ИИ будущего, вероятно, разовьет стремление выживать и приобретать больше ресурсов в качестве шага к достижению любой цели», и что «настоящий риск с ИИ — не злой умысел, а компетентность. Сверхразумный ИИ будет чрезвычайно хорош в достижении своих целей, и если эти цели не совпадают с нашими, у нас будут проблемы». Он также считал, что огромное богатство, создаваемое машинами, необходимо перераспределить, чтобы не допустить усугубления экономического неравенства.
Хокинг был обеспокоен будущим появлением расы «сверхлюдей», которые были бы в состоянии спроектировать свою собственную эволюцию, а также утверждал, что компьютерные вирусы в современном мире следует рассматривать как новую форму жизни, заявляя, что «может быть, это что-то говорит о человеческой природе, что единственная форма жизни, которую мы создали до сих пор, является чисто разрушительной. Говорите о создании жизни по нашему собственному образу».

### Религия и атеизм
Хокинг был атеистом. В интервью, опубликованном в The Guardian, Хокинг рассматривал «мозг как компьютер, который перестанет работать, когда его компоненты выходят из строя», а концепцию загробной жизни — как «сказку для людей, боящихся темноты».
Связь Хокинга с атеизмом и свободомыслием была очевидна с его университетских лет, когда он был членом гуманистической группы Оксфордского университета. Позже он должен был выступить в качестве основного докладчика на конференции гуманистов в Великобритании в 2017 году.

### Политика
Хокинг был давним сторонником Лейбористской партии. Он записал дань уважения кандидату в президенты от Демократической партии 2000 г. Элу Гору, назвал вторжение в Ирак в 2003 г. «военным преступлением», выступал за ядерное разоружение, и поддерживал исследования стволовых клеток, всеобщее здравоохранение, и действия по предотвращению изменения климата. В августе 2014 года Хокинг был одним из 200 общественных деятелей, подписавших письмо в The Guardian, в котором выражалась надежда, что Шотландия проголосует за то, чтобы остаться в составе Соединённого Королевства на сентябрьском референдуме по этому вопросу. Хокинг считал, что выход Соединённого Королевства из Европейского Союза (Brexit) нанесет ущерб вкладу Великобритании в науку, поскольку современные исследования требуют международного сотрудничества, а свободное передвижение людей в Европе способствует распространению идей. Хокинг сказал Терезе Мэй: «Каждый день я решаю сложные математические вопросы, но, пожалуйста, не просите меня помочь с Brexit». Хокинг был разочарован Brexit и предостерег от зависти и изоляционизма.
Хокинг был очень обеспокоен состоянием здоровья и утверждал, что без Национальной службы здравоохранения Великобритании он не смог бы дожить до 70 лет. Хокинг особенно опасался коммерциализации и приватизации этой сферы. Он заявил: «Чем больше прибыли извлекается из системы, тем больше растут частные монополии и тем дороже становится здравоохранение. Национальная служба здравоохранения должна быть ограждена от коммерческих интересов и защищена от тех, кто хочет её приватизировать». Хокинг обвинил консерваторов в сокращении финансирования NHS, ослаблении его путем приватизации, снижении морального духа персонала из-за задержки выплат и сокращения социальной помощи. Хокинг обвинил Джереми Ханта в сборе доказательств, которые, по утверждению Хокинга, обесценивают науку. Хокинг также заявил: «Есть неопровержимые доказательства того, что финансирование NHS и количество врачей и медсестер недостаточны, и ситуация становится все хуже». В июне 2017 года Хокинг поддержал Лейбористскую партию на всеобщих выборах в Великобритании в 2017 году, сославшись на предложенные консерваторами сокращения в Национальной службе здравоохранения. Но он также критиковал лидера лейбористов Джереми Корбина, выражая скептицизм по поводу того, сможет ли партия победить на всеобщих выборах при нём.
Хокинг опасался, что политика Дональда Трампа в отношении глобального потепления может поставить под угрозу планету и сделать глобальное потепление необратимым. Он сказал: «Изменение климата — одна из величайших опасностей, с которыми мы сталкиваемся, и мы можем предотвратить её, если будем действовать сейчас. Отрицая доказательства изменения климата и выходя из Парижского соглашения, Дональд Трамп нанесет предотвратимый экологический ущерб нашей прекрасной планете, поставив под угрозу мир природы для нас и наших детей». Хокинг далее заявил, что это может привести к тому, что Земля «станет похожей на Венеру, с температурой двести пятьдесят градусов и дождем из серной кислоты».
Хокинг также был сторонником всеобщего базового дохода. Он подверг критике позицию израильского правительства по израильско-палестинскому конфликту, заявив, что их политика «вероятно, приведет к катастрофе».

## Научная деятельность
Один из наиболее влиятельных и известных широкой общественности физиков-теоретиков XX-XXI веков, один из основоположников квантовой космологии.
Основная область исследований Хокинга — космология и квантовая гравитация. Его главные достижения:
- применение термодинамики к описанию чёрных дыр;
- разработка в 1975 году теории о том, что чёрные дыры «испаряются» за счёт явления, получившего название излучение Хокинга[191][192].

В 1971 году в рамках теории Большого взрыва Хокинг предположил понятие микроскопических чёрных дыр, масса которых могла бы составлять миллиарды тонн и при этом занимать объём протона. Эти объекты находятся на стыке теории относительности (из-за огромной массы и гравитации) и квантовой механики (из-за их размера).

### Известные пари

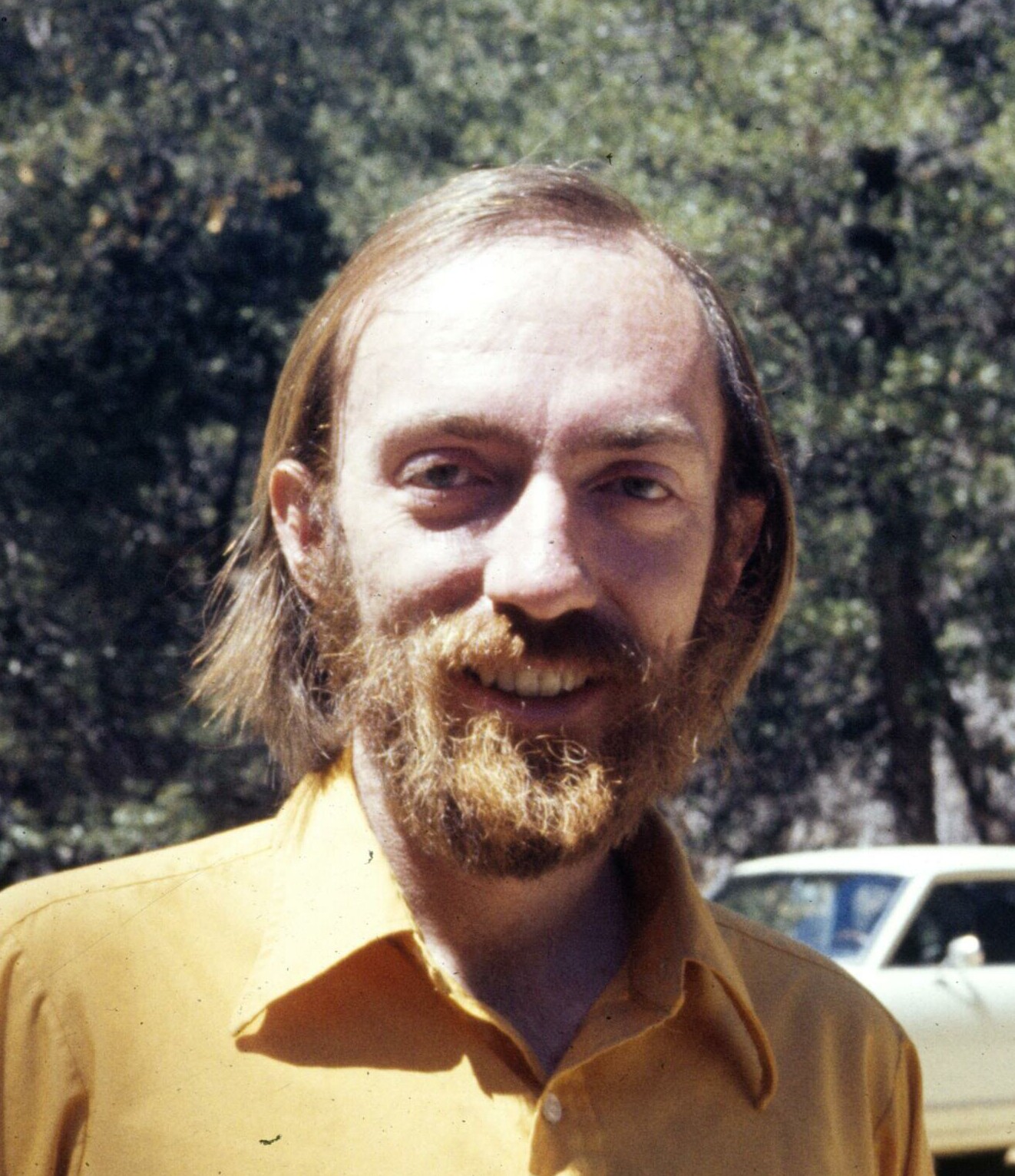
Кип Торн (1972 год)

В 1974 году между Стивеном Хокингом и Кипом Торном было заключено шуточное пари (годовая подписка на журнал «Пентхаус» в случае победы Торна против четырёхлетней подписки на журнал «Private Eye» в случае победы Хокинга) по поводу природы объекта Лебедь X-1 и природы его излучения. Хокинг, в противоположность своей теории, основанной как раз на существовании чёрных дыр, ставил на то, что Лебедь X-1 не является чёрной дырой (как он сказал: «даже если я окажусь неправ, то хоть выиграю подписку на журнал»). Он признал поражение в 1990 году, когда данные наблюдений укрепили уверенность в наличии гравитационной сингулярности в системе.
В 1997 году Хокинг уже на пару с Кипом Торном заключил пари на полное издание Британской энциклопедии с Джоном Прескиллом, профессором Калифорнийского технологического института и директором Института квантовой информации, по вопросу сохранения информации о материи, ранее захваченной чёрной дырой и впоследствии излучённой ею. Прескилл полагал, что излучение чёрной дыры несёт информацию, но мы не можем её расшифровать. Профессор Хокинг считал, согласно своей же теории от 1975 года, что эту информацию в принципе невозможно обнаружить, потому что она отпочковывается в параллельную Вселенную, абсолютно нам недоступную и абсолютно непознаваемую.
В августе 2004 года на Международной конференции по общей теории относительности и космологии в Дублине Хокинг, представляя революционную теорию чёрных дыр, параллельно заявил, что профессор Прескилл прав, а он и Торн ошибались. Из доклада следует, что чёрная дыра искажает поглощённую информацию, но всё же не разрушает её бесследно. В конце концов, в процессе испарения чёрной дыры информация всё-таки вырывается из её объятий. По своему обыкновению, пытаясь заинтриговать слушателей, не готовых к восприятию квантовых премудростей, Хокинг посоветовал любителям научной фантастики расстаться с мечтой о том, что погружение в чёрную дыру может стать броском в другую Вселенную. Впрочем, профессор Прескилл заметил, что он так до конца и не понял аргументов Хокинга, однако рад своей победе и энциклопедию при́мет. Третий же участник спора, профессор Торн, заявил, что он не согласен с Хокингом. В 2016 году Хокинг опубликовал научную работу, посвящённую этому вопросу.

## Популяризация науки
Активно занимался популяризацией науки. В апреле 1988 года вышла книга «Краткая история времени», которая стала бестселлером. Позже были опубликованы книги «Чёрные дыры и молодые вселенные» (1993) и «Мир в ореховой скорлупке» (2001). В 2005 году вышло новое издание «Краткой истории…» — «Кратчайшая история времени», написанное в соавторстве с Леонардом Млодиновым. В 2006 году совместно с дочерью Люси Хокинг написал книгу для детей «Джордж и тайны Вселенной».
Заявлял, что космические полёты имеют решающее значение для будущего человечества, поскольку жизнь на Земле находится в постоянно растущей опасности быть уничтоженной в результате глобальных проблем, таких, как ядерная война, генетически модифицированные вирусы или другие опасности, о которых мы ещё не думали.
Был одним из подписавших декларацию «Проекта Стивов» в поддержку теории эволюции и за недопущение преподавания креационизма в государственных школах США.
На телевидении выходили научно-популярные фильмы с участием Хокинга: шестисерийный «Вселенная Стивена Хокинга» (англ. Stephen Hawking’s Universe; 1997) и трёхсерийный «Во Вселенную со Стивеном Хокингом» (англ. Into the Universe with Stephen Hawking; 2010). В 2012 году вышел фильм «Великий замысел по Стивену Хокингу» на канале Discovery, а в 2014 году стартовал телесериал «Наука будущего Стивена Хокинга» на телеканале National Geographic.
В конце 2015 года Лондонским королевским обществом учреждена «Медаль Стивена Хокинга за научную коммуникацию», ежегодно присуждаемая на международном фестивале науки и искусств «Starmus» деятелям науки и искусства за популяризацию научных знаний.
В 2015 году Хокинг поддержал проект Юрия Мильнера «Breakthrough Listen» по поиску радио- и световых сигналов от внеземной жизни. В апреле 2016 года выступил соавтором проекта «Breakthrough Starshot» по отправке мини-аппаратов к звёздной системе Альфа Центавра. В 2016 году назвал микроскопические чёрные дыры источником практически неограниченной энергии.
Учёный часто упоминается в литературных, музыкальных, кинематографических произведениях искусства.

## Награды
| - Медаль Эддингтона (1975) - Золотая медаль Пия XI (1975) - Медаль Хьюза (1976) - Премия Дэнни Хайнемана в области математической физики (1976) - Медаль Максвелла - Доктор Honoris causa Оксфордского университета (1978) - Премия Эйнштейна (1978) - Медаль Альберта Эйнштейна (1979) - Медаль Франклина (1981) - Командор Ордена Британской империи (CBE, 1982) - Золотая медаль Королевского астрономического общества (1985) - Медаль Дирака (1987) - Премия Вольфа по физике (1988) - Орден Кавалеров Почёта (1989) - Премия принца Астурийского (1989) - Золотая медаль Высшего совета по научным исследованиям (1989) | - Шрёдингеровская лекция (Имперский колледж Лондона) (1989) - Honoris causa Гарвардского университета (1990) - Премия Марселя Гроссмана (1991) - Премия Эндрю Геманта (1998) - Премия Нейлора (англ. Naylor Prize and Lectureship; 1999) - Медаль Альберта (Королевское общество искусств) (1999) - Премия Юлия Эдгара Лилиенфельда (1999) - Премия Майкельсона — Морли (англ. Michelson-Morley Award; 2003) - Медаль Оскара Клейна (2003) - Медаль в честь двухсотлетия Джеймса Смитсона (англ. The James Smithson Bicentennial Medal; 2005) - Медаль Копли (2006) - Премия Фонсеки - Президентская медаль Свободы (2009) - Медаль Роберта Хайнлайна (фр. Robert A. Heinlein Memorial Award; 2012) - Премия по фундаментальной физике (2013) - Медаль Бодли (2015) - BBVA Foundation Frontiers of Knowledge Awards (2015) |

Являлся членом Лондонского королевского общества (1974, стал одним из самых молодых членов общества), Папской академии наук (1986), Национальной академии наук США (1992),
почётным профессором Канарского института астрофизики (2016).

## Фильмография
- «Краткая история времени» (1991), режиссёр Эррол Моррис
- «Звёздный путь: Следующее поколение» — камео (S6E26) (1993)
- «Stephen Hawking’s Universe» (1997)
- «Хокинг» (2004), BBC
- «Horizon: The Hawking Paradox» (2005)
- «Хроники будущего» (2007) — выступил продюсером
- «Stephen Hawking and the Theory of Everything» (2007)
- «Stephen Hawking: Master of the Universe» (2008)
- «Into the Universe with Stephen Hawking» (2010)
- «Brave New World with Stephen Hawking» (2011)
- «Stephen Hawking’s Grand Design» (2012)
- «Стивен Хокинг. Моя история времени» (2013), BBC
- «Вселенная Стивена Хокинга» («Теория всего», 2014), режиссёр Джеймс Марш.
- «Настоящий гений со Стивеном Хокингом» (англ. Genius By Stephen Hawking, 2016), National Geographic Channel
- «Вселенная Стивена Хокинга» (англ. Universe of Stephen Hawking, 2018)
- Теория Большого взрыва — камео (S5E21, S8E14, S10E09)
- «Последний секрет Стивена Хокинга» (2018)